# Сапотитлан-де-Мендес
Сапотитлан-де-Мендес (исп. Zapotitlán de Méndez) — муниципалитет в Мексике, входит в штат Пуэбла.
Первая часть названия происходит из языка нахуатль: tzapotl (лавровое дерево) и titlan (между) — находящийся среди лавровых деревьев. Вторая часть — в честь генерала Хуана Непомусено Мендеса, губернатора штата и президента Мексики с 11 декабря 1876 года по 17 февраля 1877 года.

## Климат
Муниципалитет находится в переходной зоне между умеренным влажным климатом на севере и жарким влажным на юге. Частые дожди в течение всего года.

## История
В доколумбову эпоху был заселён племенами тотонаков, которые подчинялись союзу Мехико-Тексоко-Тлакопан.
В 1895 году муниципалитет был выделен из ранее существовавшего образования Тетела.

## Достопримечательности
- Церковь Рождества Девы Марии XVI века с колокольней XIX века.
- Пещеры Кармидас, изобилующие сталактитами и сталагмитами.
- Муниципальный дворец колониального стиля XIX века.